# Syntagmaplein
Het Syntagmaplein, officieel Platía Syntágmatos (Grieks: Πλατεία Συντάγματος) d.i. Grondwetsplein, maar door de Atheners meestal kortweg Syntagma geheten (met klemtoon op de y) is het grootste en meest prestigieuze plein in het moderne centrum van de Griekse hoofdstad Athene.

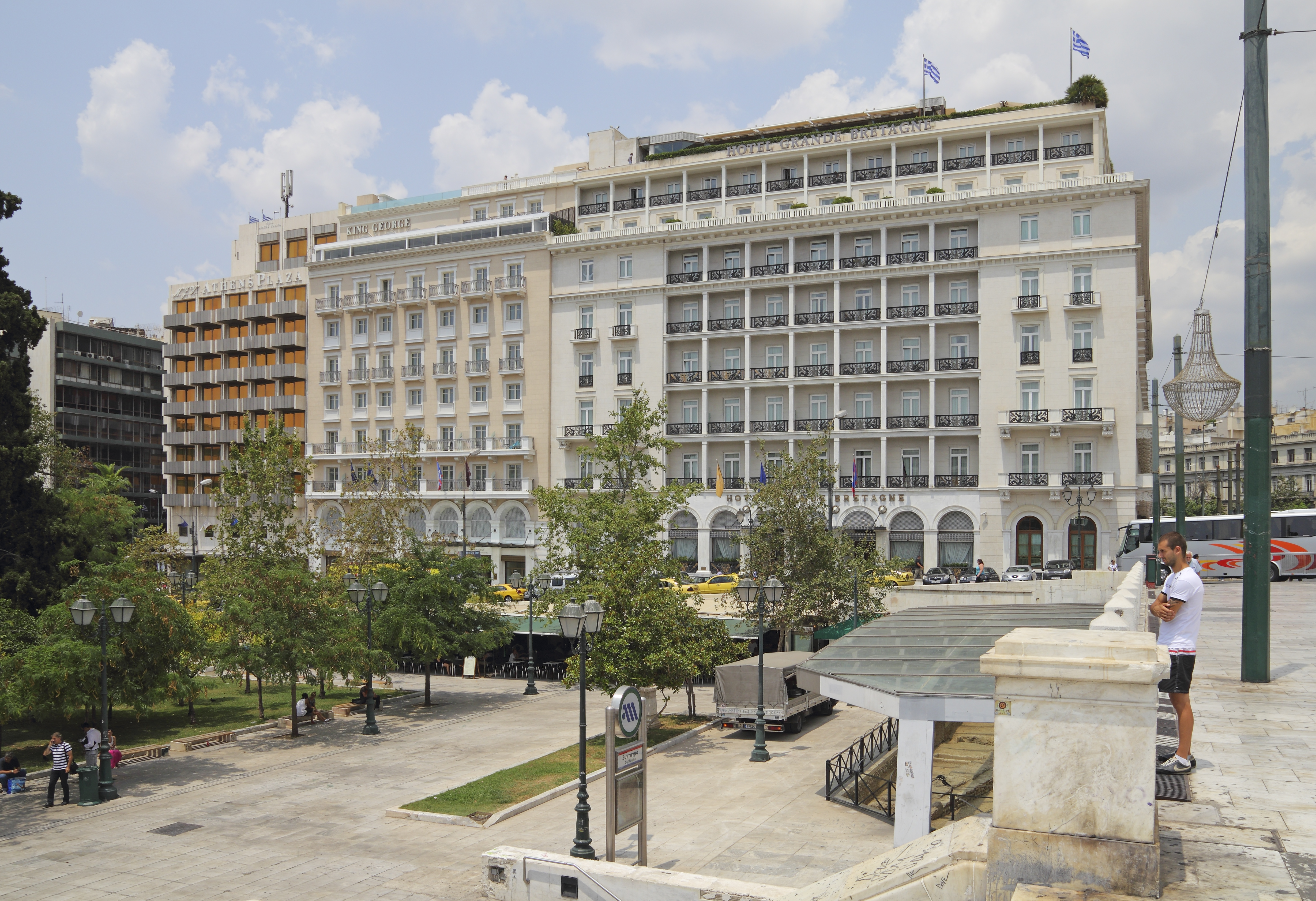
Syntagmaplein, gezien vanaf het metrostation Syntagma

Het is een belangrijk (en druk) verkeersknooppunt, waar grote verbindingswegen elkaar kruisen, verschillende bus- en tramlijnen hun eindpunt hebben (onder meer de expreslijn naar de Elefthérios Venizélos-luchthaven) en bediend wordt door twee metrolijnen (de lijnen 2 en 3) die elkaar kruisen.  Daarnaast is het plein het politieke hart van Griekenland, wegens de aanwezigheid van het Griekse parlementsgebouw, de Voulí ton Ellínon (Grieks: Βουλή των Ελλήνων). Om die reden vormt het Syntagmaplein het decor van bijvoorbeeld demonstraties.
Het ondergrondse metrostation Syntagma kan een gratis museum genoemd worden. Door middel van verschillende vitrines krijgt de bezoeker een overzicht van de bodemgesteldheid van het gebied in het verleden, en ook worden er archeologische vondsten tentoongesteld die tijdens de graafwerken aan het licht kwamen.

## Geschiedenis

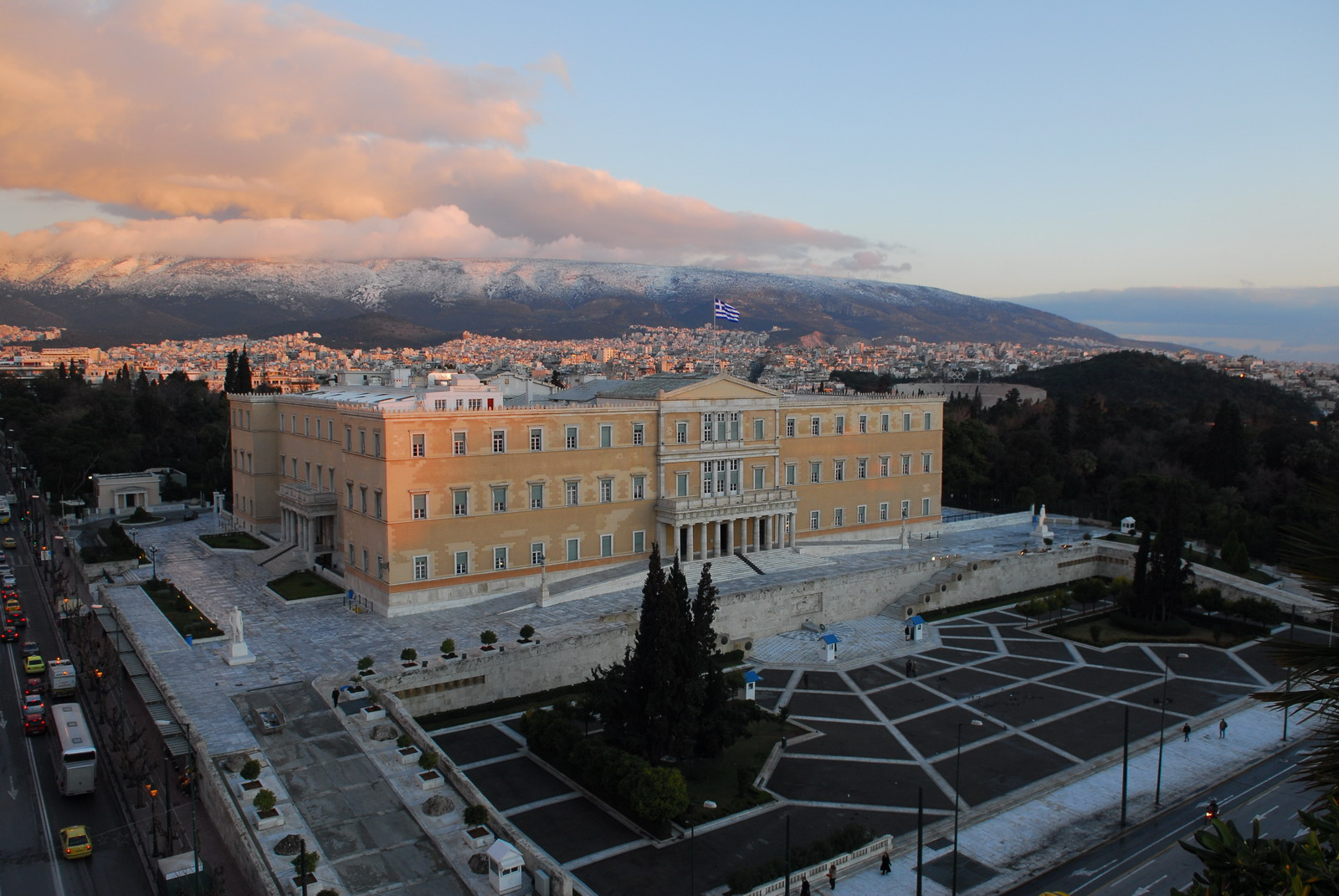
De zetel van het Griekse Parlement, voormalig Koninklijk Paleis, aan het Syntagmaplein

Het plein werd aangelegd in 1834, nadat Athene door koning Otto werd gekozen tot zijn nieuwe residentie. Het moest dienen als decor voor het Koninklijk Paleis waarvan op 5 februari 1836 de eerste steen werd gelegd, en dat zes jaar later door het koninklijk paar werd betrokken. Dit sobere gebouw kreeg vanaf 1935 de functie van Parlement toegewezen.
Uit toevallige opgravingen in de jaren twintig van vorige eeuw is gebleken dat zich op deze plaats, die in de klassieke tijd net buiten de stadswallen lag, een vrij belangrijke begraafplaats heeft gelegen. Naast de ingang van het metrostation, aan de voet van de trappen die naar het Parlement leiden, heeft men een deel blootgelegd van wat hoogstwaarschijnlijk het Mouseion was, het muzenheiligdom aangelegd door de filosoof Theophrastus, de man die in 322 v.Chr. Aristoteles opvolgde als hoofd van de Peripatetische School.